# Federacja Rodezji i Niasy
Federacja Rodezji i Niasy (ang. Federation of Rhodesia and Nyasaland) – była brytyjska posiadłość w południowej Afryce, utworzona w 1953 roku z kolonii: Rodezja Południowa, Rodezja Północna i Niasa. 

## Historia

### Utworzenie federacji
Koncepcja połączenia terytoriów pojawiła się już w 1915 roku, zgłosiła ją Brytyjska Kompania Południowoafrykańska administrująca wówczas zarówno Rodezją jak i Niasą. W 1938 roku powołano komisję Bledisloe, która miała zbadać możliwość połączenia terytoriów w jeden organizm państwowy. Komisja rekomendowała połączenie, ale zwracała uwagę na rozbieżności polityczne między Północną Rodezją, Południową Rodezją i Niasą. Po II wojnie światowej powołano Radę Środkowo-Afrykańską, której celem miała być koordynacja usług państwowych pomiędzy Rodezjami i Niasą. W 1951 rząd brytyjski opublikował raport, w którym stwierdzał, że federacja miałaby duże korzyści ekonomiczne dla regionu. Raport stwierdzał jednak, że czarni mieszkańcy wszystkich trzech krajów mają odmienne zwyczaje i są mocno przeciwni federacji. Koncepcja federacji była popierana przez konserwatystów w Wielkiej Brytanii, ale budziła sprzeciw Partii Pracy i czarnych mieszkańców Rodezji i Niasy. 
Główną motywacją Wielkiej Brytanii do utworzenia federacji była obawa przed tym, że białe elity polityczne Południowej Rodezji będą skłonne do zacieśniania więzi z Południową Afryką a być może nawet do unifikacji z tym krajem. Biała mniejszość w Rodezji obawiała się wzrostu wpływów czarnych Afrykanów w Rodezji, część białych sympatyzowała z prowadzoną przez południowego sąsiada polityką apartheidu.
Projekt prawny federacji opublikowano w 1952. Niektóre usługi lokalne miały pozostać w gestii rządów poszczególnych krajów, rząd federalny miał zająć się kwestiami związanymi z europejską edukacją, ochroną zdrowia, obroną i rolnictwem. Najwyższe władze dotyczące relacji międzynarodowych, praw obywatelskich czy konstytucji pozostały w gestii Wielkiej Brytanii. Konstytucja przewidywała istnienie parlamentu, w którym 29 z 35 miejsc przypadało Brytyjczykom a 6 Afrykanom. 
Projekt wzbudził oburzenie liberałów, labourzystów i mieszkańców afrykańskich terytoriów. Sprzeciw został jednak zignorowany, konstytucja federacji weszła w życie 23 października 1953 roku.

### Nowelizacja konstytucji
W 1957 znowelizowano konstytucje zwiększając liczbę miejsce w parlamencie z 35 do 59, z czego 12 miało być przeznaczone dla Afrykanów. Prawa wyborcze były uzależnione od edukacji i posiadanych nieruchomości i były stworzone tak, że 75% osób posiadających prawa wyborcze była biała. Z tego względu nawet nieliczne miejsca przeznaczone dla rdzennych Afrykanów były uzależnione od głosów białych kolonizatorów. Nowelizacja konstytucji stała się katalizatorem dla afrykańskiego nacjonalizmu. Afrykanie obawiali się, że federacja uzyska niepodległość od Wielkiej Brytanii i wprowadzi reżim dyskryminujący czarną ludność i ograniczający jej prawa obywatelskie.

### Rozpad federacji
W 1958 roku Hastings Kamuzu Banda powrócił do Niasy. W styczniu 1959 wezwał do ogłoszenia niepodległości kraju i w Niasie wybuchły zamieszki. Bunt został stłumiony przez wojsko sprowadzone z Południowej Rodezji. Wprowadzono stan wyjątkowy, a Banda został uwięziony. Zginęło 53 Afrykanów a 1300 osób zostało aresztowanych przez władze kolonialne. W tym samym roku wybuchły zamieszki w Południowej Rodezji, gdzie ludność również domagała się niepodległości od Wielkiej Brytanii. Zamieszki również stłumiono i wprowadzono stan wyjątkowy.
W 1959 roku władzę w Wielkiej Brytanii objęła Partia Pracy. Nowy premier Harold Macmillan powołał komisje, której celem była ocena funkcjonowania federacji i przedstawienie rekomendacji na przyszłość. Nie wykluczano, że rekomendacją będzie rozwiązanie federacji. Macmillan zmienił władze federacji, a nowa administracja uwolniła Bandę. Banda udał się do Londynu gdzie wynegocjował nową konstytucję dla Niasy. Konstytucja dawała szersze prawa wyborcze dla Afrykanów i przewidywała wybory do parlamentu. Banda i jego partia (Malawi), domagali się rozwiązania federacji. W wyborach w 1961 roku partia Malawi wygrała wybory, zyskując praktycznie jednogłośne poparcia Afrykanów, spore poparcie mieszkających w Niasie Hindusów a nawet niewielkie poparcie Europejczyków. W tej sytuacji jasne stało się, że Niasa wycofa się z federacji. 
W 1962 roku odbyły się wybory w Rodezji Północnej, na mocy nowo nadanej konstytucji. W wyborach tych, podobnie jak w Niasie, zwyciężyli zwolennicy niepodległości (Kenneth Kaunda i Harry Nkumbula). Podobnie jak Banda, domagali się wystąpienia Rodezji Północnej z federacji.
Federacja została rozwiązana w 1963, a rok później niepodległość uzyskały Rodezja Północna jako Zambia i Niasa jako Malawi. Rodezja Południowa ogłosiła ją dwa lata później, jako Rodezja. Decyzji tej nie uznał Londyn, ponieważ tamtejsze władze prowadziły politykę dyskryminacji rasowej na wzór RPA. Gdy w 1979 roku sytuacja uległa zmianie, Wielka Brytania w rok później przyznała jej niepodległość. Państwo to nazywa się od tamtej pory Zimbabwe.

## Gubernatorzy generalni Rodezji i Niasy
- John Jestyn Llewellin (1953–1957)
- Simon Ramsay (1957–1963)
- Humphrey Gibbs (1963)

## Premierzy Rodezji i Niasy
- Godfrey Huggins (1953–1956)
- Roy Welensky (1956–1963)